# Weinmannia laxiramea
Weinmannia laxiramea är en tvåhjärtbladig växtart som beskrevs av Killip & A. C. Sm.. Weinmannia laxiramea ingår i släktet Weinmannia och familjen Cunoniaceae. Inga underarter finns listade i Catalogue of Life.